# Crescentino
Crescentino er en italiensk by (og kommune) i regionen Piemonte i Italien, med omkring 7.681(2023) indbyggere.  